# 恋する季節 (ナオト・インティライミの曲)
「恋する季節」（こいするきせつ）は、ナオト・インティライミによる楽曲。彼の11枚目のシングルとして2013年4月17日にユニバーサルシグマから発売された。

## 概要
「愛してた」以来3作ぶりにTOP10入りを果たした。

## 収録曲
全作曲：ナオト・インティライミ
1. 恋する季節 [4:29]
  - 作詞：ナオト・インティライミ、編曲：久保田真悟

「キリン氷結」CMソング
2. Unbelivable [4:07][1]
  - 作詞：ナオト・インティライミ、JAMIL、編曲：大久保薫

国立科学博物館[特別展]グレートジャーニー人類の旅応援ソング
3. Life pallet [4:17][1]
  - 作詞：ナオト・インティライミ、常田真太郎、編曲：常田真太郎

「キットカット」×ナオト・インティライミ受験生応援ソング
4. 恋する季節（KARAOKE）
5. Unbelivable（KARAOKE）
6. Life pallet（KARAOKE）